# 马列主义政党和组织国际会议 (团结和斗争)
马列主义政党和组织国际会议（英語：International Conference of Marxist–Leninist Parties and Organizations，缩写为CIPOML）是一个霍査主义国际组织。该组织追随前阿尔巴尼亚最高领导人恩维尔·霍查及其领导的阿尔巴尼亚劳动党的政治路线，奉行反修正主义政策，反对毛主义。

## 概况
1994年8月，多个国家的霍查派政党在厄瓜多尔首都基多举行会议，决定成立“马列主义政党和组织国际会议”，并发表《共产党人告工人和人民书》（又称《基多宣言》）。该组织每年召开一次国际会议，在欧洲、美洲和亚洲每年还会举行区域会议。该组织的领导机构是协调委员会。该组织的理论刊物是《团结与斗争》，每半年出版一次，并以多种语言发行。
为避免和同名的国际组织马列主义政党和组织国际会议 (国际通讯)混淆，该组织通常被称为马列主义政党和组织国际会议 (团结和斗争)（得名于该组织的刊物《团结和斗争》）。

## 意识形态
该组织自称是19世纪和20世纪的共产主义国际组织（包括国际工人协会和共产国际）的延续。它奉行卡尔·马克思、弗里德里希·恩格斯、弗拉基米尔·列宁、约瑟夫·斯大林和恩维尔·霍查的思想，并按照反修正主义的马克思列宁主义原则进行组织。
该组织反对以美国、俄罗斯和其他大国为核心的帝国主义世界秩序，这一立场可以追溯至霍查主义的反帝国主义导向，例如阿尔巴尼亚社会主义人民共和国在1968年退出华沙条约组织并谴责苏联入侵捷克斯洛伐克。在2022年的代表大会上，该组织明确反对俄罗斯入侵乌克兰，并指出发动战争的是俄罗斯帝国主义。
该组织认为委内瑞拉、玻利维亚等国奉行的“21世纪社会主义”是“反马克思主义运动”。

## 成员
| 大洲       | 国家                                       | 政党或组织 |
| ---------- | ------------------------------------------ | ---------- |
| 亚洲       |                                            |            |
|            | 孟加拉国共产党（马列）                     |            |
| 印度       | 革命民主组织                               |            |
| 伊朗       | 伊朗劳动党（风暴）                         |            |
| 巴基斯坦   | 巴基斯坦工人阵线                           |            |
| 土耳其     | 劳动党                                     |            |
| 欧洲       |                                            |            |
| 阿尔巴尼亚 | 阿尔巴尼亚共产党                           |            |
| 丹麦       | 工人共产党                                 |            |
| 法國       | 法国工人共产党                             |            |
| 德国       | 争取德国共产主义工人党建设组织（工作未来） |            |
| 希腊       | 争取1918年—1955年的希腊共产党重组运动      |            |
| 義大利     | 共产主义纲领                               |            |
| 挪威       | 马列—革命团体                              |            |
| 西班牙     | 西班牙共产党（马列）                       |            |
| 非洲       |                                            |            |
|            | 贝宁共产党                                 |            |
| 布吉納法索 | 沃尔特革命共产党                           |            |
|            | 科特迪瓦革命共产党                         |            |
| 摩洛哥     | 民主道路                                   |            |
| 突尼西亞   | 工人党                                     |            |
| 北美洲     |                                            |            |
|            | 劳动共产党                                 |            |
| 墨西哥     | 墨西哥共产党（马列）                       |            |
| 美国       | 美国劳工党                                 |            |
| 南美洲     |                                            |            |
| 巴西       | 革命共产党                                 |            |
| 智利       | 革命共产党                                 |            |
| 哥伦比亚   | 哥伦比亚共产党（马列）                     |            |
|            | 厄瓜多尔马列主义共产党                     |            |
| 秘魯       | 秘鲁共产党（马列）                         |            |
| 委內瑞拉   | 委内瑞拉马列主义共产党                     |            |

## 观察员
| 国家   | 政党或组织           |
| ------ | -------------------- |
| 乌拉圭 | 乌拉圭马列主义共产党 |

## 前成员
| 国家     | 政党或组织                                                                    |
| -------- | ----------------------------------------------------------------------------- |
| 玻利维亚 | 革命共产党（2020年解散）                                                      |
| 智利     | 智利共产党（无产阶级行动）（2010年退出）                                      |
| 德国     | 德国共产党—红色黎明（2008年被开除）                                           |
| 希腊     | 争取统一希腊共产党运动（成员资格被争取1918年—1955年的希腊共产党重组运动取代） |
| 義大利   | 列宁圈子（2008年停止活动）                                                    |
| 義大利   | 争取意大利无产阶级共产党组织（2002年左右停止活动）                            |
| 委內瑞拉 | 红旗（2005年被开除）                                                          |

## 前观察员
| 国家     | 政党或组织                           |
| -------- | ------------------------------------ |
| 塞爾維亞 | 塞尔维亚劳动革命联盟（2023年被开除） |